# La Seine à Vélo
La Seine à Vélo ist die Bezeichnung der Veloroute Nr. 33 im französischen Schema der Radwanderwege und Voies Vertes (Grünen Routen).
Die im Jahr 2024 realisierte Route beginnt in Paris und hat zwei Zielorte rund um die Flussmündung: in Le Havre (Seine-Maritime) oder in Deauville (Calvados). 
Der Radwanderweg führt entlang des Flusslaufs der Seine. 

Sehenswürdigkeiten entlang der Route
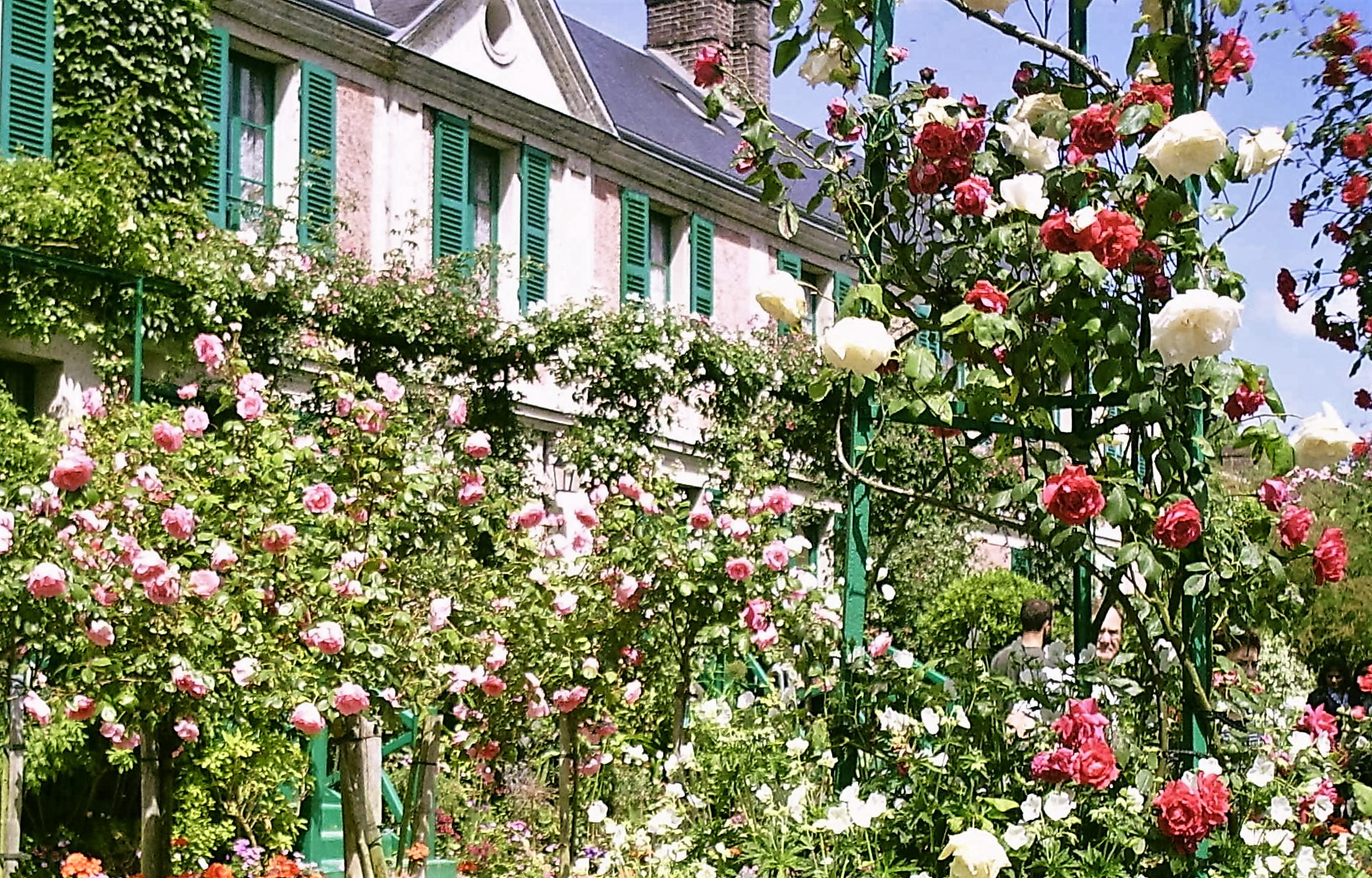
Haus und Garten von Claude Monet in Giverny, der hier zu einigen seiner bekanntesten Motive inspiriert wurde.
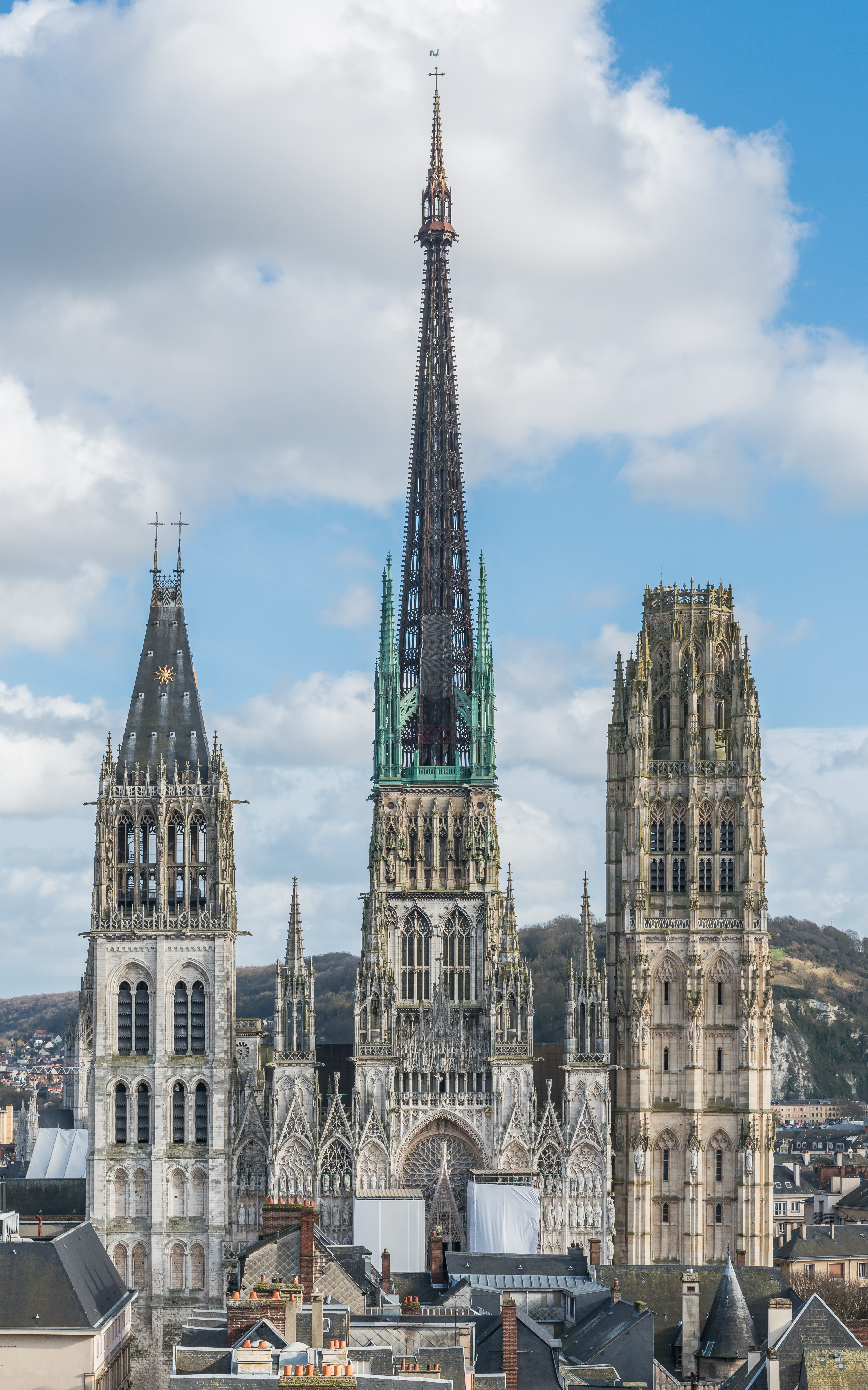
Kathedrale von Rouen
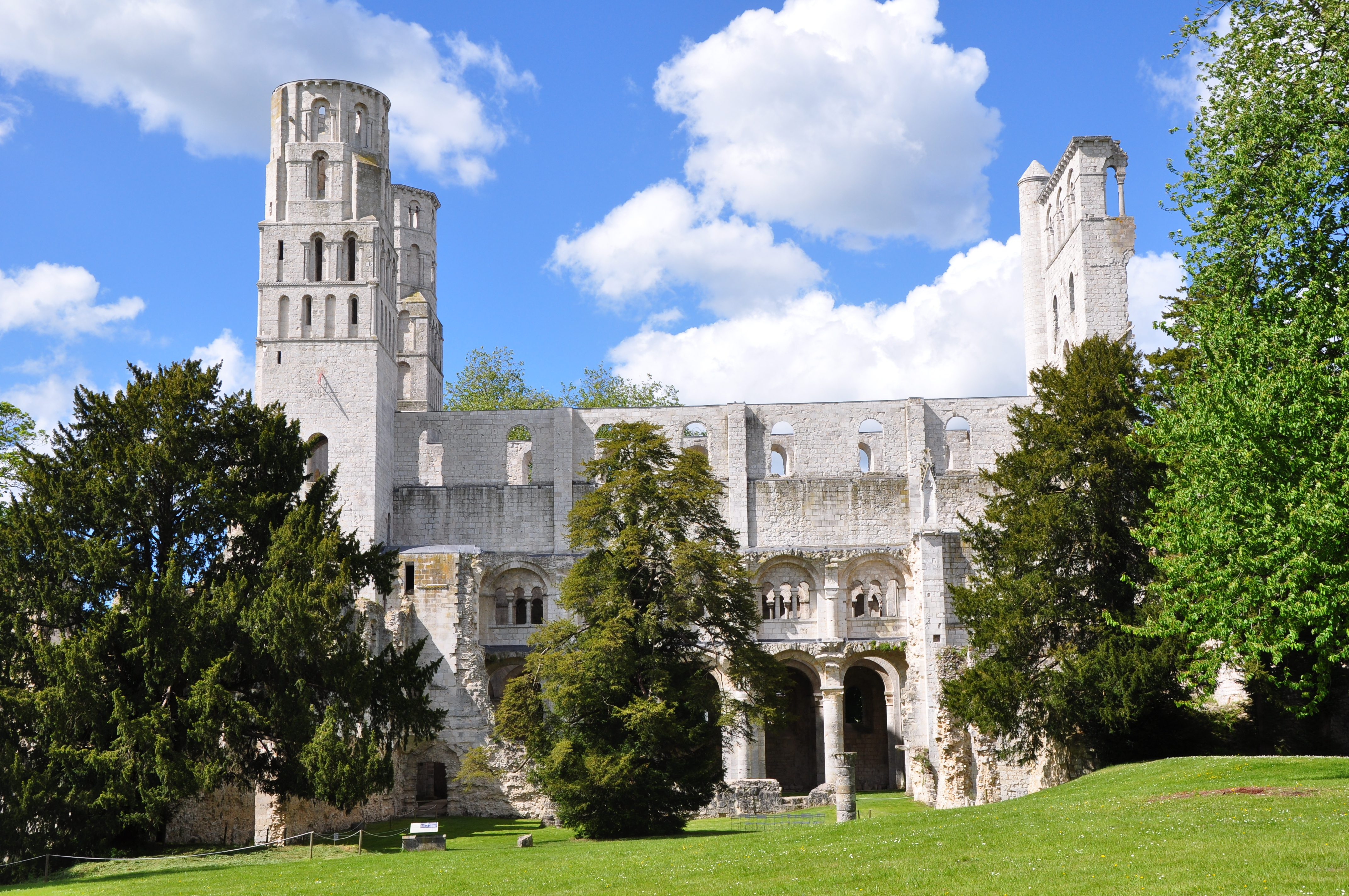
Die ehemalige Abtei Jumièges
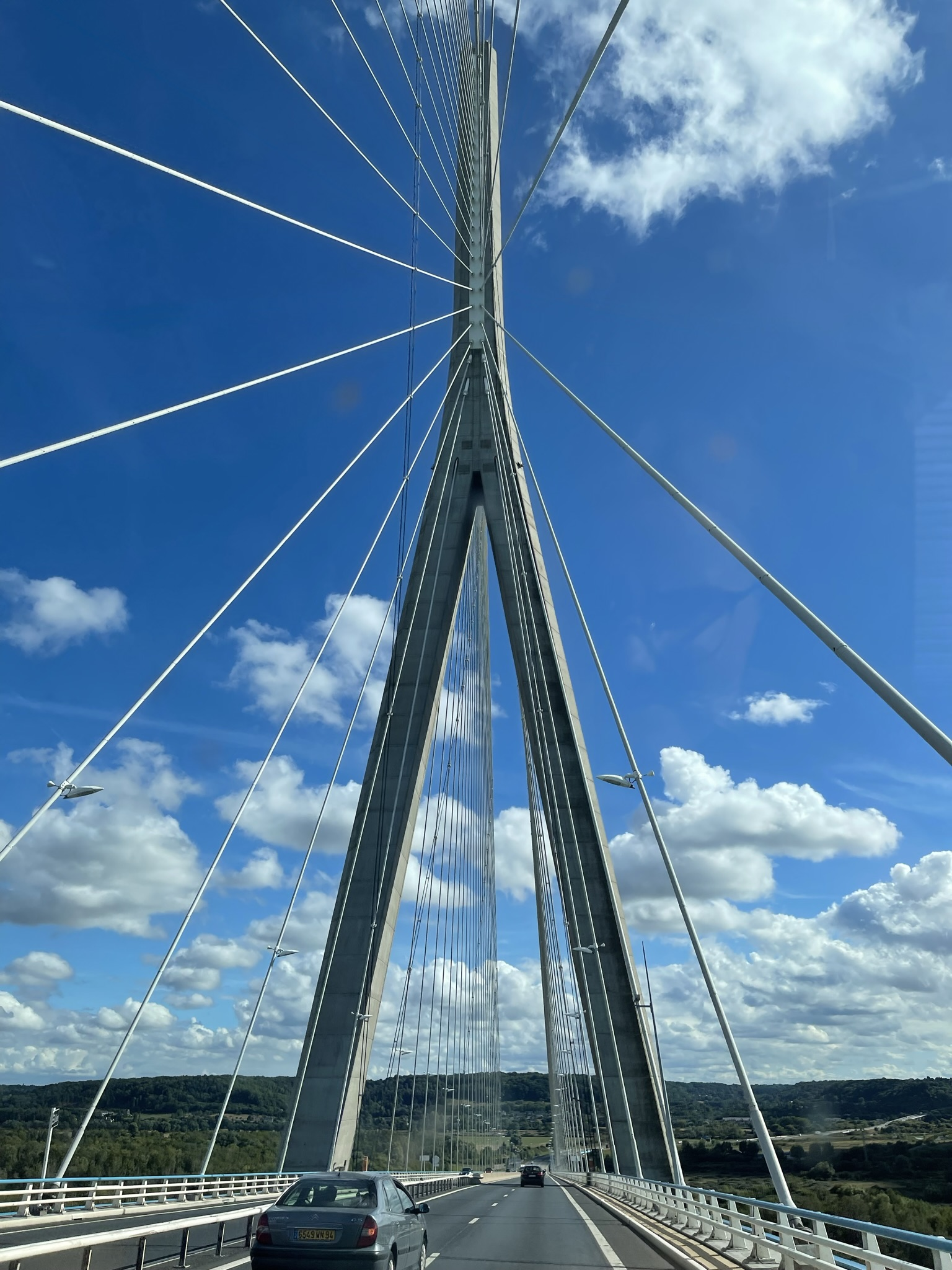
Pont de Normandie
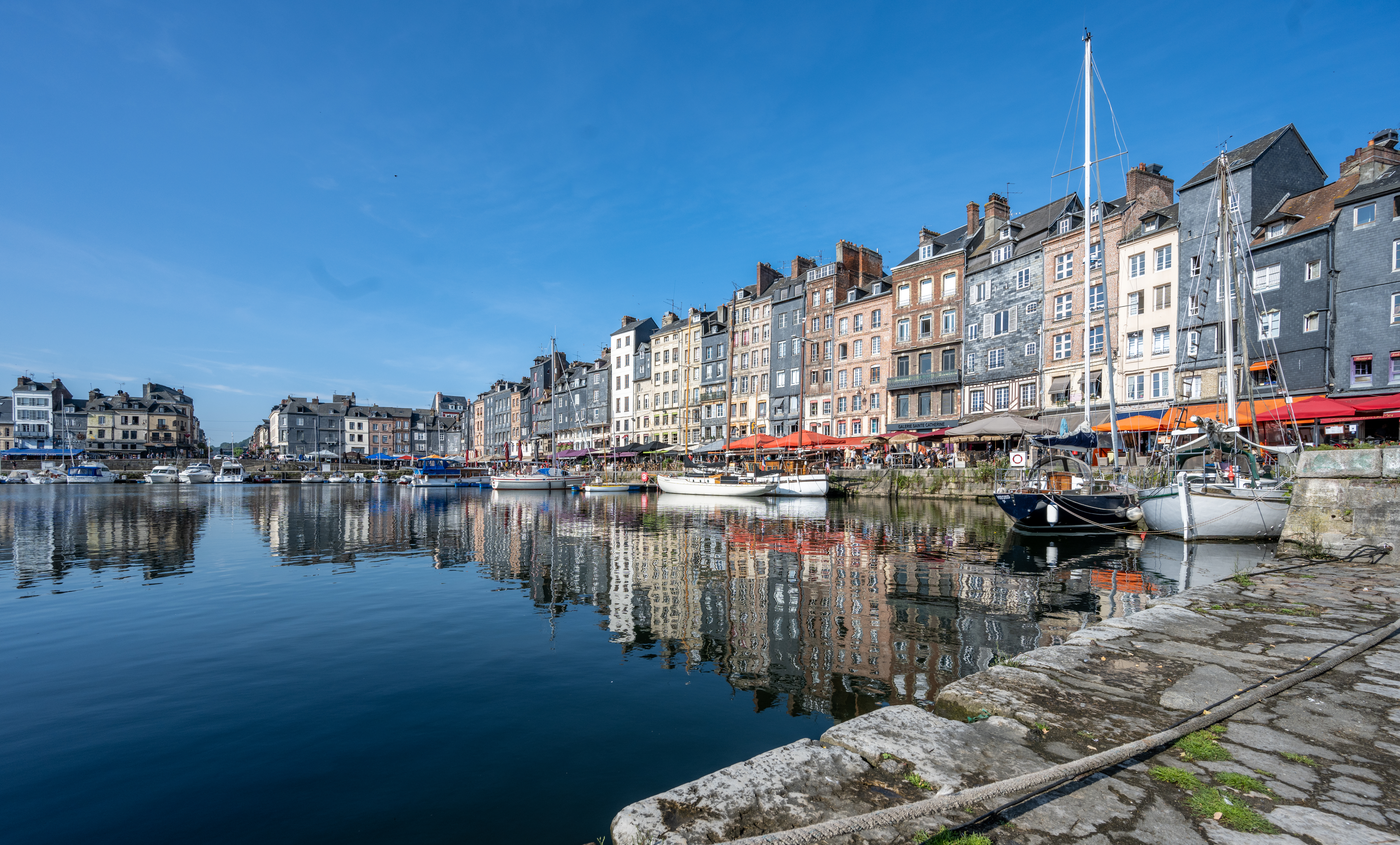
Alter Hafen in Honfleur